# Nataloma emarginata
Nataloma emarginata is een keversoort uit de familie boktorren (Cerambycidae). De wetenschappelijke naam van de soort is voor het eerst geldig gepubliceerd in 1952 door Ferreira & Veiga Ferreira.